# Ilhas Carimata
Ilhas Carimata (em indonésio: Kepulauan Karimata) são um grupo de ilhas da Indonésia, a sudeste de Bornéu. A maior é a ilha Carimata propriamente dita, com um diâmetro de 20 km. Administrativamente, o arquipélago faz parte do kabupaten de Quetapangue na província de Calimantã Ocidental. Tem uma grande variedade de ecossistemas, desde os mangais e floresta tropical húmida nas terras baixas até terras arbustivas nos pontos mais altos (c. 1000m).